# Fredrika Amalia (1698)
Fredrika Amalia var ett svenskt 62-kanoners linjeskepp byggt 1698 av Charles Sheldon i Karlskrona; förbyggt (reparation ombyggnad) 1747; deltog i expeditionen mot Danmark 1700 samt i slaget vid Köge bukt  1710 samt sjöslaget vid Rügen 1715; ingått i sjöstyrkor 1720–21, 1757–58 och 1762; slopat 1776.